# Mario Inchausti
Mario Inchausti Goitia (Santa Clara, 3 giugno 1915 – Saragozza, 2 maggio 2006) è stato un allenatore di calcio e calciatore cubano, di ruolo portiere.

## Carriera

### Giocatore
Mario Inchausti si trasferì in Spagna da Cuba all'età di dieci anni, e studiò a Orduña in un collegio dei gesuiti. Successivamente studiò medicina a Saragozza. Iniziò a giocare a calcio nella capitale aragonese nella stagione 1934-1935, con la maglia del Zaragoza Football Club. Un anno dopo contribuì al raggiungimento della prima promozione in Primera División degli aragonesi, ma il campionato fu interrotto per tre anni a causa della guerra civile spagnola.  Durante la guerra Inchausti fu incluso in una squadra che disputò degli incontri in diverse città contro squadre di militari, con lo scopo di raccogliere fondi destinati agli ospedali ed ai soldati impegnati a combattere al fronte. Inchausti poté esordire in massima serie, giocando il 3 dicembre 1939 contro il Celta Vigo in occasione della prima giornata di campionato terminata con il risultato di 3-2 per gli aragonesi. Inchausti giocò tutte le 22 partite di campionato e subì quaranta reti. Il Zaragoza concluse il campionato al settimo posto. Alla fine della stagione il Betis offrì al portiere cubano un ingaggio superiore alle 1500 pesetas che riceveva in Aragona, così Inchausti si recò in Andalusia in aereo e fu accolto calorosamente dai suoi nuovi tifosi. Nel 1942 passò al Real Madrid per 50000 pesetas. Inchausti guadagnò il posto da titolare nella squadra della capitale ma si infortunò gravemente contro il Córdoba e la sua carriera fu compromessa. Dovette lasciare il Real Madrid e in seguito tornò ad allenarsi per tre mesi con il Saragozza però, non potendo tornare a giocare come in passato, decise di ritirarsi all'età di 26 anni.

### Allenatore
Dopo il ritirò allenò modesti club aragonesi, tra cui l'Universitario Zaragoza, l'Huesca e l'Arenas de Zaragoza. Nei decenni successivi non smise di occuparsi di sport, infatti entrò a far parte della dirigenza del Comité Aragonés de Entrenadores. Diventò presidente del già citato comitato aragonese degli allenatori, ricoprendo la carica fino al 1990, anno in cui abbandonò il mondo del calcio.
Morì il 2 maggio 2006, lasciando due figli.

## Palmarès

### Giocatore

#### Competizioni nazionali
- Segunda División (Spagna): 1

Real Saragozza: 1935-1936